# Itariagokaiwa
Itariagokaiwa (イタリア語会話?, Itariagokaiwa, lett. "Conversazione italiana") è un programma televisivo giapponese in onda su NHK Educational Television. Si propone di insegnare la lingua italiana in Giappone. La prima edizione è andata in onda nel 1990. Fino al 2010 il conduttore principale è stato Girolamo Panzetta.

## Conduttori e partecipanti

### Italiani
- Girolamo Panzetta (1991 - 2010)
- Dario Ponissui (1994 - 2004)
- Ermanno Arienti (1994 - 1995)
- Alessandra Monti (1994)
- Matteo Zeo (2005 - 2007)